# 龍造寺政家
龍造寺 政家（りゅうぞうじ まさいえ）は、戦国時代から江戸時代初期にかけての武将。肥前国の戦国大名。戦国大名としての龍造寺氏最後の当主。官位は従四位下・侍従、肥前守。

## 生涯
弘治2年（1556年）、肥前国の戦国大名・龍造寺隆信の嫡男として誕生。永禄4年（1561年）に元服し、近隣の強大勢力・大友義鎮（宗麟）から偏諱（「鎮」の字）を賜って鎮賢（しげとも、通称は太郎四郎）と名乗った。のちに久家（ひさいえ）、政家と改名。
天正6年（1578年）に父から家督を譲られるが、形式的な家督相続であり、政治・軍事の実権は隆信が握り続けたままであった。天正12年（1584年）に有馬晴信が龍造寺氏から離反すると、父から有馬氏討伐を命じられた。しかし、正室が有馬氏の出身でこれに消極的であったため、隆信自ら有馬討伐に向かい、政家は留守を守った。この有馬攻めの最中、隆信は沖田畷の戦いで戦死する。
父の死後、祖母と共に国政を行うが、島津氏が来襲するという流言があり、政家の叔父・信周は宿老と相談して鍋島直茂を柳河より呼び戻した。また、隆信の死で勢いづいた島津氏の侵攻は如何ともしがたく、政家は島津氏に降った。
天正15年（1587年）、交誼のあった豊臣秀吉により嫡男の長法師は藤八郎と改名された。さらに九州平定により、龍造寺政家は肥前国7郡30万9902石を安堵されたが、朱印状は龍造寺高房（藤八郎）宛となっている。重臣の鍋島直茂はそのうち3万石余（直茂と子の勝茂の合計高4万4500石）を与えられている。
政家は秀吉から肥前国のうち7郡を与えられた訳であるが、政家はこれに不満を感じたのか九州平定後に肥後で肥後国人一揆が起こって秀吉からその鎮定を命じられた際に出兵しなかった。これにより秀吉は政家を罰しようとしたが､この時鍋島直茂の弁解により、事無きを得た。こうした経緯があったためか、秀吉は鍋島直茂に政家に代わって国政を担うよう命じている。
天正16年（1588年）、政家は羽柴の名字と豊臣姓を下賜された。
病のため政家は隠居し、天正18年2月29日付で秀吉から佐賀郡に5200石を与えて軍役を免除するという朱印状が出されている。しかし、この朱印状の宛名は「龍造寺民部大輔」宛になっており、家督を退いて軍役を免除された政家は秀吉直臣の地位の喪失と同時に羽柴の名字を剥奪されたと考えられている。
天正16年（1591年）11月28日、政家は鍋島直茂を養子とし、藤八郎（後の高房）を直茂の養子とした上で羽柴の姓が与えられた。
関ヶ原で龍造寺氏は西軍に属したが（鍋島勝茂は伏見城攻めや安濃津城攻めに西軍主力として参加）、同じ西軍の立花宗茂を攻略することで所領を安堵された。
慶長12年（1607年）3月に子・高房は江戸で室を刺殺し自身も自殺未遂を起こしこれが元で死去。同年に政家も後を追うように死去したため、これにより大名としての龍造寺宗家は断絶した。
その後は、鍋島氏が高房の死により35万7千石の朱印高を幕府に公認され、佐賀藩として龍造寺の遺領を継承していく。

## 人物像
- 九州平定の際に秀吉と碁の勝負をして敗れ、盤面を見つめて敗因を考え込んでいたため、秀吉が帰る際の見送りを忘れたという言い伝えがある。
- 団扇型の印章を使用しており、格の高い相手には朱印、格下の相手には黒印と明確に使い分けていた[10]。

## 系譜
- 父：龍造寺隆信（1529-1584）
- 母：龍造寺家門娘
- 正室：有馬義貞娘
- 生母不明の子女
  - 女子：安姫 - 毛利勝永正室
  - 女子：松壽院 - 諫早直孝正室
  - 四男：龍造寺高房（1586-1607） - 鍋島直茂の養子
  - 男子：波多弥太郎
  - 男子：村田安良
  - 男子：佐野雅義
  - 男子：犬塚家重
  - 女子：鍋島孝顕室